# تپه زیارتی ۱
تپه زیارتی ۱ مربوط به سده‌های میانه دوران‌های تاریخی پس از اسلام است و در شهرستان مانه و سملقان، بخش مانه، دهستان اترک، ۱/۵ کیلومتری غرب روستای اینجانلو واقع شده و این اثر در تاریخ ۱۸ شهریور ۱۳۸۷ با شمارهٔ ثبت ۲۳۲۷۹ به‌عنوان یکی از آثار ملی ایران به ثبت رسیده است.